# フルヴィオ・ベルナルディーニ
フルヴィオ・ベルナルディーニ（Fulvio Bernardini，1905年12月28日 - 1984年1月13日）は、イタリア・ローマ出身のサッカー選手、サッカー指導者。ポジションはミッドフィールダー。イタリア史上最高のサッカー選手の一人であり、サッカー指導者の一人であるとされている。

## 選手経歴

### クラブ
SSラツィオ、インテルナツィオナーレ・ミラノ、ASローマ、M.A.T.E.R.でプレーした。

### 代表
1928年アムステルダムオリンピックにイタリア代表のメンバーとして出場し、銅メダルを獲得した。

## 引退後
現役引退後、ASローマ、ヴィチェンツァ・カルチョ、ACFフィオレンティーナ、SSラツィオ、ボローニャFC、UCサンプドリア、ブレシア・カルチョで監督を務め、1974年から1975年にはイタリア代表の監督を務めた。
ACFフィオレンティーナでは、1955-56シーズンにセリエAを制し、SSラツィオでは、1957-58シーズンにコッパ・イタリアを制し、ボローニャFCでは、1963-64シーズンにセリエAを制した。

## 人物・エピソード
ローマ出身で、1984年にローマで亡くなった。
2012年にASローマの殿堂入りに選出されている。

## タイトル

### 選手
イタリア代表
- 夏季オリンピック：銅メダル 1回(1928)

### 指導者
ACFフィオレンティーナ
- セリエA：1955-56

SSラツィオ
- コッパ・イタリア：1957-58

ボローニャFC
- セリエA：1963-64

### 個人
- セミナトーレ・ドーロ(Seminatore d'oro)：1955-56[4]
- イタリアサッカー殿堂(Italian Football Hall of Fame)：2011[7]
- ASローマ殿堂：2012[6]
- フィオレンティーナ殿堂[8]